# William Orton
William Orton (1826 - 1878) était un homme d'affaires américain qui fut le président et l'un des bâtisseurs de la Western Union, principale compagnie américaine de télégraphe au XIXe siècle.

## Biographie
Né à Cuba dans l'état de New York, où il fait ses études et met au point un procédé de télégraphe, William Orton part travailler comme employé dans un magasin de livres en Europe à Genève puis s'installe en 1852 à Buffalo, comme associé d'une société d'édition, Derby, Orton & Miller. En 1858 il part à New York effectuer la même activité dans une autre société d'éditions, Mulligan & Orton, puis travaille pour le libraire J. G. Gregory & Co. Militant du parti républicain, il est élu au conseil municipal de la ville en 1860, puis prend des responsabilités dans l'administration fiscale, à l'échelle fédérale, à Washington, au moment des lois instituant un impôt sur le revenu.
William Orton est ensuite nommé président de la société United States Telegraph Company à l'automne 1865 et se fait remarquer par sa capacité à gérer cette société, résultat de la fusion entre trois autres aux parcours difficiles. Lorsque celle-ci fusionne avec la Western Union en 1866 il devient vice président du nouvel ensemble. Dès janvier de l'année suivante, la Western Union obtient de la New York Associated Press et la Western Associated Press qu'elles signent un accord sur le partage des coûts pour le câble transatlantique et s'engagent à ne pas recourir aux services d'autres sociétés de télégraphe. Les deux agences de presse avaient leurs locaux situés à la même adresse que la Western Union après la guerre de Sécession et leurs messages représentaient encore 15 % à 20 % de l'activité de cette dernière .
En 1867, il succède au président Jeptha Wade, au moment où la Western Union acquiert peu à peu une position de monopole qui va la placer sous le feu des critiques lors de la décennie suivante. Dans les années 1870 et 1880, pas moins de 75 propositions de loi seront déposées au congrès fédéral pour créer un service public d'État du télégraphe comme en Angleterre. Le National Telegraph Act de 1866 est en effet insuffisant pour lancer des poursuites judiciaires, malgré l'amendement Butler de 1879, qui tente de durcir le texte,. 
William Orton a choisi des axes stratégiques différents des opérateurs de télégraphe européens. Malgré une alliance avec la New York Associated Press, qui a fait craindre des interférences contre la Liberté de la presse, il n'a jamais considéré le marché de la presse comme prioritaire. William Orton s'est concentré sur les messages courts, en particulier ceux des marchés financiers. Cette spécialisation fait alors craindre que sa société ne profite de l'accès à ces messages pour manipuler les cours.
C'est aussi sous sa présidence, marquée par un doublement de la longueur du réseau, avec près de 76 000 miles en 1876, et un triplement du nombre de messages transmis, à 21 millions, que la Western Union achète une compagnie nommée "Gold and Stock Telegraph Company", qui est spécialisée sur la clientèle lucrative des investisseurs. Il lui laisse son autonomie mais la pousse à adopter la technologie du "ticker", qui permet d'imprimer facilement de grandes quantités de cours des matières premières ou des actions. Le Journal du télégraphe, publication interne, est lancée à ce moment-là. 
Il est toujours au poste de président en 1876, lorsque Alexander Graham Bell et ses associés tentent de vendre à la société son invention, qui va mener à l'adoption du téléphone. Il propose de la céder pour 100 000 dollars mais le président de la Western Union a dit non.